# Курське (Багратіоновський район)
Курське (рос. Курское) — селище Багратіоновського району, Калінінградської області Росії. Входить до складу Гвардійського сільського поселення.
Населення — 26 осіб (2015 рік).

## Географія
Селище розташоване за 5 км від районного центру — міста Багратіоновська, 32 км від обласного центру — міста Калінінграда та 1089 км від Москви.

## Історія
Мало назву Альтхоф до 1946 року.

## Населення
За даними перепису 2010 року, у селі мешкало 26 осіб, з них 15 (57,7 %) чоловіків та 11 (42,3 %) жінок. Згідно з переписом 2002 року, у селі мешкало 15 осіб, з них 6 чоловіків та 9 жінок.